# Gopala I
Gopala (règne env. entre 750 et 770) est le fondateur de la dynastie Pala du Bengale. Le dernier morphème de son nom Pala signifie « protecteur » et a été utilisé comme un suffixe pour les noms de tous les monarques Pala. Pala ne suggère pas de considérations ethniques ou de castes de la dynastie Pala. Il est arrivé au pouvoir autour de 750 à Gaur après avoir été élu par un groupe de chefs régionaux.

## Origines
Il n'existe aucune source contemporaine d'informations sur la vie de Gopala : il ne sera connu qu'à travers les références littéraires et des inscriptions généalogiques bien plus tardives. Son père se nommait Vapyata, et son grand-père Dayitavishnu. Un éloge funèbre sur la plaque de cuivre, Khalimpur, de son fils Dharmapala décrit son père comme un Vapyata Khanditarati (« tueur d'ennemis »), et son grand-père Dayitavishnu comme Sarva-vidyavadata (« omniscient », dans le sens « très instruits »). Les textes datant de la période Pala, comme Ramacharita, mentionnent les dirigeants Pala comme les rois descendants de la dynastie solaire. Toutefois, manquant de crédibilité, ils semblent vouloir dissimuler leurs origines relativement modestes.

## Élection
À la suite de la mort du roi Shashanka (en) de Gaur, un siècle d'anarchie et de confusion s'ensuit au Bengale. Cette situation est décrite par l'expression sanskrite matsya nyaya (« justice de poisson », une métaphore pour décrire une situation durant laquelle les grands poissons mangent les plus petits). C'est durant ces moments que Gopala est arrivé au pouvoir autour de 750. Il est déjà général militaire de premier plan à cette période. La plaque de cuivre Khalimpur de Dharmapala fait allusion à l'élection de Gopal dans la strophe suivante : 

« Matsyanyayam apakitum prakritibhir Lakshmiya karam grahitah Sri Gopala flux kshitisa sirsam Chudamani-tatsubha 

Pour mettre fin à l'état de choses similaire à ce qui arrive aux poissons, la Prakriti a permis au glorieux Gopala, joyau de la tête des rois, de prendre la main de Lakshmi, la déesse de la fortune. »

Le mot sanskrit prakriti évoque le « peuple » en général. Le lama bouddhiste tibétain Taranatha (1575-1634), écrit près de 800 ans plus tard, qu'il a été démocratiquement élu par le peuple du Bengale. Cependant, son récit prend la forme d'une légende, et est considéré comme historiquement peu fiable. La légende mentionne que, après une période d'anarchie, le peuple élit plusieurs rois de suite, qui ont tous été dévorés par la Nâga, reine d'un précédent roi, la nuit suivant leur élection. Gopal, cependant, parvient à tuer la reine et à rester sur le trône. Des indices historiques indiquent que Gopala n'a pas été directement élu par ses sujets, mais par un groupe de chefs féodaux. Ces élections étaient assez communes dans les sociétés tribales contemporaines de la région,. La strophe de la plaque de cuivre Khalimpur est un éloge, et utilise le mot prakriti au sens figuré.
En se basant sur les différentes interprétations des épigraphes et des documents historiques, les différents historiens estiment le règne de Gopala comme suit :
| Historien           | Estimation du règne de Gopala |
| ------------------- | ----------------------------- |
| RC Majumdar (1971)  | 750–770                       |
| AM Chowdhury (1967) | 756-781                       |
| BP Sinha (1977)     | 755-783                       |
| DC Sircar (1975-76) | 750-775                       |

## Règne et héritage
Selon Manjusrimulakalpa, Gopala est mort à l'âge de 80 ans, après un règne de 27 ans. On sait peu de choses au sujet de sa vie ou sa carrière militaire, mais au moment de sa mort, Gopala avait légué un grand royaume à son fils Dharmapala (env. 770-810). Il n'existe aucun document disponible sur les limites exactes du royaume de Gopala, mais il aurait pu inclure la quasi-totalité du Bengale. Son fils et successeur Dharmapala élargit considérablement le royaume, ce qui en fait l'un des empires les plus puissants de l'Inde à cette époque.

## Religion
Quelques sources écrites bien après la mort de Gopala le mentionnent en bouddhiste, mais on ne sait pas si cela est vrai. Taranatha atteste que Gopala était un fervent bouddhiste et un grand mécène du bouddhisme. Il déclare également que Gopala avait construit le célèbre monastère bouddhiste à Odantapuri (en).